# На подвійний поворот
«На подвійний поворот» (фр. «À double tour», інша назва «Леда») — французька кольорова кінодрама 1959 року, знята Клодом Шабролем.

## Сюжет
Анрі, 45-річний респектабельний чоловік, який живе з сім'єю у старовинній заміській віллі з чудовим парком. Він має стан і становище у суспільстві та єдине, що заважає йому бути щасливим, — це його нелюбов до дружини. Це почуття перетворюється на ненависть, коли по сусідству з ними будує будинок у японському стилі молода художниця Леда, яка приїхала з Японії. Познайомившись із нею, Анрі втрачає голову від кохання і починає таємно зустрічатися з нею. Однак він не може наважитися залишити сім'ю, оскільки не хоче втрачати свого становища. Друг Леди, Ласло Ковач, намагається вмовити його залишити дружину заради свого щастя. Анрі дуже прив'язаний до Ласло, за якого збирається заміж його дочка Елізабет, і врешті-решт наважується на цей крок. Він зізнається дружині і просить у неї згоди на розлучення, але вона погрожує зруйнувати його життя, якщо він залишить сім'ю. Через деякий час з Ледою трапляється нещастя.

## У ролях
- Жан-Поль Бельмондо — Ласло Ковач
- Мадлен Робінсон — Тереза, дружина Анрі
- Антонелла Луальді — Леда
- Жак Дакмін — Анрі
- Жанна Валері — Елізабет, дочка Анрі
- Андре Жослін — другорядна роль
- Маріо Давид — другорядна роль
- Андре Діно — другорядна роль
- Ласло Сабо — другорядна роль
- Раймон Пеліссьє — другорядна роль
- Бернадетт Лафон — Жюлі
- Клод Шаброль — другорядна роль

## Знімальна група
- Режисер — Клод Шаброль
- Сценаристи — Клод Шаброль, Поль Жегофф
- Оператор — Анрі Деке
- Композитор — Поль Місракі
- Художник — Жак Солньє
- Продюсери — Раймон Акім, Робер Акім